# 비브리오 불니피쿠스
비브리오 불니피쿠스(학명: Vibrio vulnificus)는 그람 음성균이자 비브리오속에 속하는 세균으로 사람에게 패혈증을 일으킨다. 운동성이 있으며 막대모양으로 생겼다. 하구, 기수 연못, 해안가 등의 해양 생태계에서 생활한다. 콜레라의 원인이 되는 콜레라균(학명: Vibrio Cholerae)과 근연관계이다.
감염될 경우 봉와직염이나 패혈증에 걸린다.:279 병원체임이 1976년에 처음으로 밝혀졌다.

## 증상
감염시 다음의 세가지 증상이 나타날 수 있다.
- 어패류, 특히 굴을 날것으로 먹을 경우 감염되어 급성 장염이 발생할 수 있다. 냄새나 맛, 형태로 감염된 굴을 구분할 수는 없다.[7] 구토, 설사, 복통이 발생한다.
- 상처를 통해 감염될 경우 괴사가 발생한다. 노랑가오리 등의 꼬리에 의해 찔리거나 상처에 감염된 물이 들어갈 경우 발생한다. 물집성 피부염이 발생하는데, 천포창, 유사천포창과 유사하다.[4]
- 어패류를 날것으로 먹을 경우 감염되어 패혈증이 발생할 수 있는데, 굴은 만성 간질환 등 면역이 억제된 환자의 혈액에 비브리오 불니피쿠스를 무려 80배나 더 잘 전달한다.이로써 물집성 피부병변 및 패혈증 쇼크가 발생해 사망에 이를 수 있다. 상처를 통해 감염되는 경우에도 이런 심각한 패혈증이 발생할 수 있다.[8][9]

지병이 없던 경우에도 구토, 설사, 복통이 발생할 수 있다. 간에 지병을 앓고있어서 면역력이 약해진 사람들의 경우 혈액에 이 균이 침투하면 발열, 오한, 저혈압(패혈증 쇼크), 물집성 피부병변이 발생해 죽음에 이를 수 있다. 남성이 여성에 비해 치사율이 더 높다. 당뇨, 류머티스 관절염 등 내분비계에 지병이 있는 사람이나 알코올성 간경변이 있는 경우 치사율이 더 높게 나타난다.

## 병리학
협막: 이 바이러스는 다당류로 구성된 협막(capsule)으로 식작용에 저항하는 것으로 여겨진다. 또한 이 협막은 세균이 옵소닌화로부터 벗어나게 해준다. 쥐를 대상으로 한 실험을 통해 협막이 없는 경우는 독성을 띄지 않는다는 사실이 밝혀졌다. 그러나 이 균주가 굴에 들어갔을 때에는 협막을 형성함으로써 독성이 있는 형태로 존재하려하는 경향이 더 강해진다.
내독소: 모든 그람음성세균과 같이 비브리오 불니피쿠스 역시 지질다당류로 구성된 바깥막을 보유하고 있다. 그러나 이 지질당류만으로는 감염시 나타나는 쇼크를 설명할 수 없다. 쇼크는 면역계가 종양괴사인자(TNF) 알파 및 다른 사이토카인들을 분비함으로써 발생하는데, 이는 세균 협막에 존재하는 단백질을 인지함으로써 발생한다.
외독소: 다량의 금속단백질분해효소 VvpE, 세포용해소/용혈소 VvhA, 다기능성 자체가공 RTX(repeats-in-toxins) (MARTX)를 생성한다. 이중 생체독성을 일으키는 주 요소로는 VvhA와 MARTX가 있는데, 쥐를 대상으로 한 실험에서 MARTX는 패혈증을 일으키기 위한 체내 전파에 기여한다는 사실이 밝혀졌다.
철분: 세균의 성장률은 사용할 수 있는 철분의 양에 의존한다. 간 혈장에 철분 농도가 높아지는 종류의 지병을 가지고 있을 때 감염이 수월하게 이루어지는 이유는, 생체독성을 가진 균주의 트랜스페린에 더 많은 철분이 포집될 수 있기 때문인 것으로 보인다.

## 진단
48시간 이전에 굴을 섭취했는지, 간경변을 가지고 있는지, 물집이 나타나는지를 통해 진단할 수 있고, 혈액 배양 검사 후 즉시 그람 염색을 수행함으로써 확실히 검증할 수 있다.

## 치료
상처를 통해 감염될 경우 치사율이 25%에 달한다. 주로 오염된 해산물을 섭취함으로써 발생하는 패혈증의 경우는 이보다 더 높아 치사율이 50%에 달한다. 이 경우 대부분이 48시간 내에 사망한다. 정확한 치료법은 아직 알려지지 않았으나, 대만에서 93명의 환자를 대상으로 한 임상 치료법을 회고할 때, 3세대 세팔로스포린(세프트리악손)과 테트라사이클린(독시사이클린)을 투여할 경우 어느 정도 증상을 개선할 수 있을 것으로 보인다. 인 비트로(in vitro) 실험 결과 이 두 약물이 서로 상승작용을 한다는 사실이 밝혀졌다. 그러나 실제 사람을 대상으로 한 임상실험은 아직 이루어지지 않았다. 이와 유사한 이유로 미국의사협회와 미국 질병통제예방센터는 퀴놀론을 투여하거나 독시사이클린을 세프타지딤과 함께 정맥 주사할 것을 권장하는데, 실제로 효과가 증명되었다. 1995년에는 세프타지딤, IV 시프로플록사신의 정맥주사, IV 독시사이클린의 정맥주사를 통해 급성 비브리오 패혈증을 성공적으로 치료하여 첫 번째로 문서화된 치료방법으로 남았다. 호흡부전이나 급성 신부전 등 2차 감염을 막는 것도 중요하다. 종종 거대한 궤양을 남겨 넓은 부위의 조직을 제거해야 할 수 도 있는데, 심한 경우는 신체의 일부를 절단해야 할 수도 있다.